# Blumond
Blumond is een wijk van Paradera op Aruba. Bij de volkstelling van 2000 werd het dorp Paradera aangeduid als Blumond om verwarring met de gelijknamige regio te voorkomen.